# Brigitte Augusti

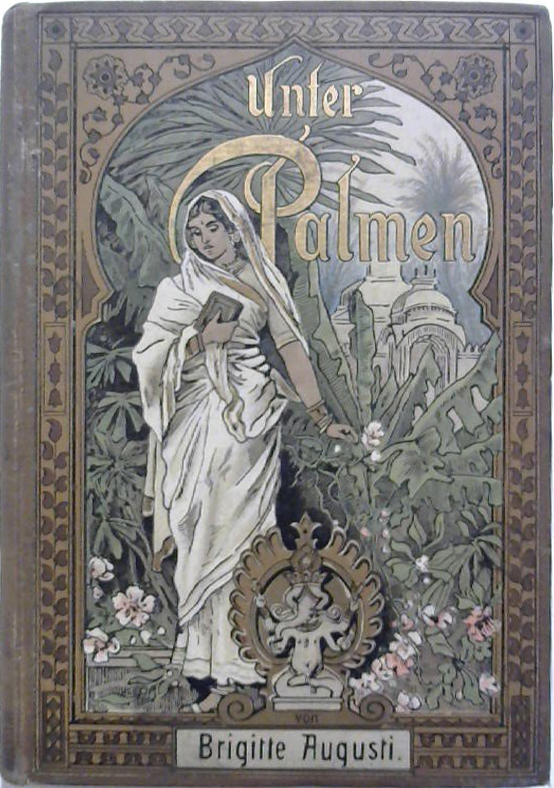
Unter Palmen (1893)

Brigitte Augusti (Pseudonym; eigentlich Auguste Plehn, geb. Bresler, * 1. Februar 1839 in Danzig; † 14. April 1930 ebenda) war eine deutsche Autorin von Mädchenliteratur.

## Leben
Auguste Bresler wurde als Tochter des Konsistorialrats und Archidiakons der Danziger Marienkirche Karl Heinrich Bresler (1797–1860) geboren. Sie wurde im Elternhaus erzogen. Sie heiratete 1860 Carl Plehn (1835–1882), den Rittergutbesitzer von Borkau bei Preußisch Stargard. Nach dem Verkauf des Gutes 1880 zog sie mit dem Ehemann nach Danzig zurück. Zwei Jahre später starb Carl Plehn. Verwitwet zog sie zu ihrer gleichfalls verwitweten Schwester in Summin, 1886 mit dieser in Lippy und seit 1891 in Zoppot. Seit 1897 wohnte sie im Danziger Heilig-Leichnam-Stift, die letzten 12 Jahre erblindet.
Unter dem Pseudonym „Brigitte Augusti“ begann sie nach dem Tode ihres Mannes, für die weibliche Jugend zu schreiben. Der Verlag Ferdinand Hirt & Sohn in Leipzig gab eine Reihe von Büchern An deutschem Herd bei ihr in Auftrag, nach dem Vorbild der historischen Romane von Gustav Freytag, ausgerichtet auf Mädchen. Parallel erschien bei Hirt & Sohn die Reihe Das Ahnenschloß von Oskar Höcker (4 Bände, 1879–1881) für Jungen. Insgesamt schuf sie etwa 25 Werke der Mädchenliteratur.

„Im Danziger Heilig-Leichnam-Stift, wo sie in aller Stille und Zurückgezogenheit ihren Lebensabend verbringt, feierte die vielgelesene Jugendschriftstellerin Brigitte Augusti ihren 90. Geburtstag. Brigitte Augusti, die den bürgerlichen Namen Auguste Plehn führt, ist besonders auf dem Gebiete der geschichtlichen Jugenderzählungen erfolgreich gewesen.“

Auch ihre Tochter Elisabeth Gnade (1863–1938) war als Schriftstellerin tätig.

## Schriften (Auswahl)
(Angegeben ist jeweils die 1. Auflage)
- Mädchenlose. Bilder aus des Lebens Mai ihren jungen Freundinnen gewidmet. Hirt & Sohn, Leipzig 1882. (Digitalisat)
- Haus und Welt. Bilder aus des Lebens Mai. Eine Fortsetzung der Mädchenlose. Hirt & Sohn, Leipzig 1883. (Digitalisat)
- An deutschem Herd. Kulturgeschichtliche Erzählungen aus alter und neuer Zeit mit besonderer Berücksichtigung des Lebens der deutschen Frauen. Hirt & Sohn, Leipzig 
  - Band 1: Edelfalk und Waldvögelein. Kulturgeschichtliche Erzählungen. aus dem 13. Jahrhundert. 1885 (Illustrationen Woldemar Friedrich).
  - Band 2: Im Banne der freien Reichsstadt. Kulturgeschichtliche Erzählung aus dem 15. Jahrhundert. 1886 (Illustrationen Woldemar Friedrich). (Digitalisat)
  - Band 3: Das Pfarrhaus zu Tannenrode. Bilder aus der Zeit des 30jährigen Krieges. 1886 (Illustrationen Wilhelm Räuber).
  - Band 4: Die letzten Maltheims. Erzählung aus der Zeit Friedrichs des Großen. 1888 (Illustrationen Hugo Engl).
  - Band 5: Die Erben von Scharfeneck. Bilder aus der Zeit der Königin Luise. 1889 (Illustrationen Adalbert von Roeßler).
- An fremdem Herd. Bunte Bilder aus der Nähe und der Ferne mit besonderer Berücksichtigung des häuslichen Lebens in verschiedenen Ländern. Für das reife Mädchenalter. Hirt & Sohn, Leipzig
  - Band 1: Gertruds Wanderjahre. Erlebnisse eines deutschen Mädchens im Elsass, in Spanien, Italien und Frankreich. 1889 (Illustrationen Otto Gerlach).
  - Band 2: Zwillingsschwestern. Erlebnisse zweier deutscher Mädchen in Skandinavien und England. 1891 (Illustrationen Woldemar Friedrich).
  - Band 3: Unter Palmen. Schilderungen aus dem Leben und der Missionsarbeit der Europäer in Ostindien. 1893 (Illustrationen Woldemar Friedrich und Carl Hermann Kuechler).
  - Band 4: Jenseit des Weltmeeres. Schilderungen aus dem nordamerikanischen Leben. 1894 (Illustrationen Carl Hermann Kuechler).
- Kaiserreich und Gottesreich. Ferdinand Hirt & Sohn, Leipzig 1901. („Erzählung aus den Tagen der ersten christlichen Märtyrer. Nach Henryk Sienkiewicz' »Quo vadis?« für die reifere deutsche Jugend frei bearbeitet.“)[2]